# Miravalls
Miravalls és una masia del municipi de Llobera (Solsonès) que forma part de l'Inventari del Patrimoni Arquitectònic de Catalunya.

## Descripció
És un edifici de quatre façanes i tres plantes. A la façana sud, hi ha una entrada amb llinda de pedra (hi ha inscrita la data de 1868), i porta de fusta de doble batent. A cada costat de l'entrada hi ha una petita espitllera. A la planta següent, hi ha tres finestres amb ampit. A la darrera hi ha tres finestres, les dues laterals de dimensions més petites, i la central de dimensions més grans i amb ampit.

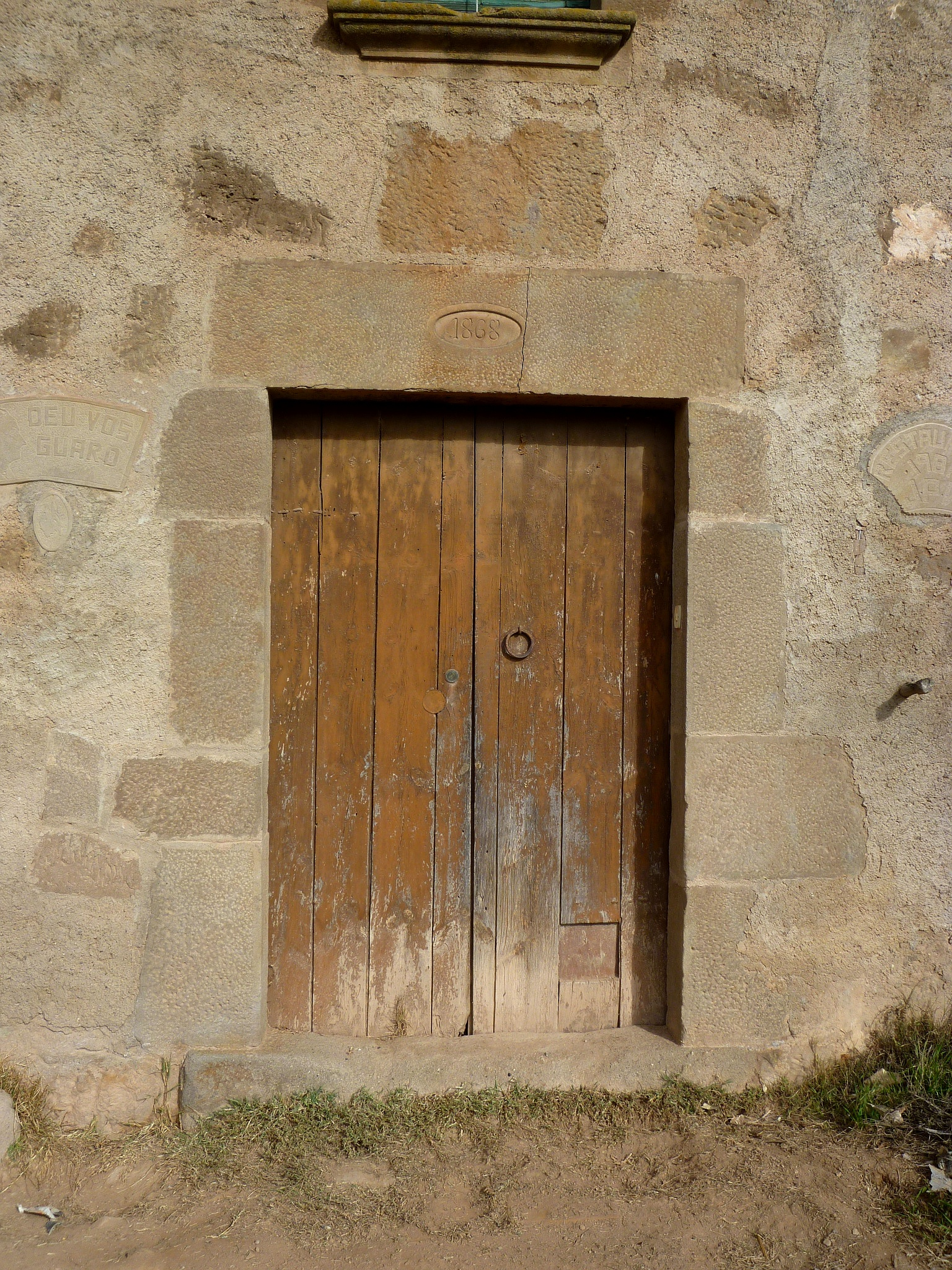
Portal amb data 1868

A la façana est, hi ha una petita obertura a la planta baixa, i una finestra a la planta següent. A la façana oest, hi ha dues finestres a la segona planta. A la planta baixa, té un petit edifici adjunt.
A la façana nord, hi ha una entrada que dona a la segona planta, té davant una barana feta amb totxo, que data de 1958. A la seva esquerra, hi ha una finestra. A la dreta té una petita estructura. A la darrera planta hi ha finestra. La coberta és de dos vessants (est-oest), acabada amb teules.
El petit annex adjunt a la façana oest, té una sola planta, i té una entrada amb porta de fusta a la façana sud. La coberta és d'un vessant (oest), acabada amb teules. Hi ha diferents edificis de nova construcció per a usos agrícoles.

## Canvi de municipi
Miravalls, juntament amb la masia veïna de Folch, passa a formar part del municipi de Llobera del Solsonès l'any 2017, atenent a la seva estreta relació amb la població i la capital de comarca.